# Voss-Bogen

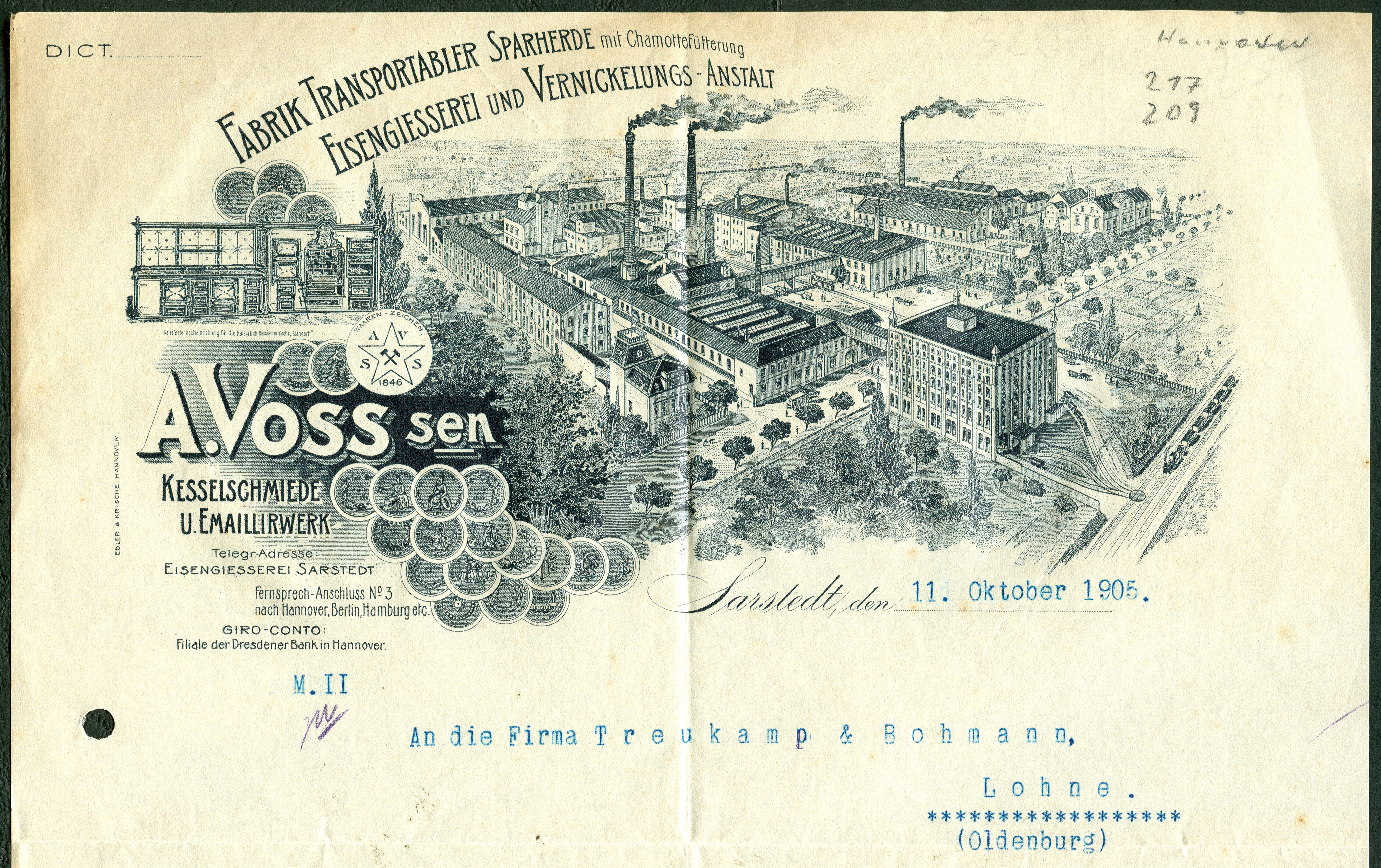
Briefkopf von Kesselschmiede und Emaillierwerk A. Voss sen. in Sarstedt; das Neubaugebiet Am Vossbogen wäre heute etwa rund um den hinteren rechten Fabrikschlot angesiedelt;
Lithographie von Edler & Krische, um 1900

Voss-Bogen, auch Am Voss-Bogen und Am Vossbogen genannt, ist ein Anfang des 21. Jahrhunderts entstandenes Wohnviertel in der niedersächsischen Kleinstadt Sarstedt im Landkreis Hildesheim. Städtebaulich wurde das Quartier in einem Wohn-Mischgebiet angelegt. Es findet sich auf dem ebenen Gelände zwischen der Voss-Straße und der Glückaufstraße auf einer Fläche von rund 35.000 Quadratmetern. Das Areal ist in 58 Parzellen für 58 Wohnhäuser in individueller Bauweise durch die jeweiligen Bauherren unterteilt. Die zugehörigen Grundstücke umfassen jeweils 300 bis gut 900 Quadratmeter und wurden für Einfamilien- und Doppelwohnhäuser ausgelegt.

## Geschichte
Der Name Voss-Bogen rührt von den im 19. Jahrhundert gegründeten Vosswerken her, die auf dem Gelände zuvor jahrzehntelang große Fabrikhallen insbesondere für den Bau von Öfen und Kochherden für Großküchen unterhielt. Zuletzt wurden die historischen Anlagen als Produktionsflächen der Prozessfertigung der Firma TDS Tuchenhagen Diary Systems genutzt. Nach dem Abriss der alten Fabrikanlagen wurde auf dem Neubaugebiet zunächst eine Straßenführung in Form einer rechteckigen Acht mit abgerundeten Ecken und zwei Zubringer-Straßen angelegt, der nach Heinrich Bormann benannte Heinrich-Bormann-Ring und die nach Dorothea Siemon benannte Dorothea-Siemon-Straße. Die Projektentwicklung erfolgte durch die Sarstedter Grundstücksentwicklungsgesellschaft (SGEG), während der Vertrieb der erschlossenen Grundstücke dem Immobilienzentrum der Sparkasse Hildesheim übertragen wurde.
Für die Anwohner wurden gestaltete Freiflächen und ein Spielplatz für Kleinkinder angelegt, der durch den Landschaftsplaner Uwe Michel entworfen wurde.
Zum Schutz vor dem von der Voss-Straße ausgehenden Verkehrslärm wurde eine anfangs nicht unumstrittene Lärmschutzwand entlang der Durchfahrtsstraße errichtet. Um Weihnachten 2009 nahm ein Supermarkt am Vossbogen seinen Betrieb auf.